# أريابهاتا
أريابهاتا (بالسنسكريتية: आर्यभट، نقحرة: Āryabhaṭa) (476 - 550 م)، كان من أوائل الفلكيين-الرياضيين في الهند القديمة. ومن أشهر أعماله أريابهاتيا (499 م حين كان يبلغ من العمر 23) وأريا-سندهند.

## ولادته
يشير أريابهاتا في كتابه أريابهاتيا الذي ألفه في حقبة كالي يوغا 3600 سنة من قبل أنه كان يبلغ 23 سنة وهذا التاريخ يتطابق مع 499 ق.م أي أن سنة ازدياده هي 476. بينما لا يشير أريابهاتا إلى مكان ازدياده والمعلومة الوحيدة التي تشير إلى المكان هي عندما وصف بهاسكارا الأول أريابهاتا بāśmakīya وتعني القادم من بلدة أسماكا. كانت أسماكا تقع في الشمال الغربي للهند ويقال أنه في عهد بوذا استقرت طائفة من شعب الأسماكا في مكان بين نهر نارمادا ونهر غودافاري في منطقة غوجارات الجنوبية-مهارشترا الشمالية في وسط الهند. ويعتقد أن أريابها تا ولد هناك. لكن تصف بعض النصوص البوذية منطقة الأسماكا في مكان باتجاه الجنوب في دكشينابات أو دكن وتشير نصوص أخرى أن شعب الأسماكا حاربوا الإسكندر الأكبر ومن تم من المكمن أنهم عاشوا في منطقة في الشمال.

## عمله
يعتقد أن أريابهاتا ذهب إلى كوسومبورا لمتابعة دراسته وعاش لفترة من الزمن هناك. ورد في النصوص الهندوسية والبوذية وأعمال بهاسكارا الأول (629 ق.م) أن كوسومبورا هي باتالبوترا (مدينة باتنا الحالية). وتشير جملة من تلك النصوص أن أريابهاتا ترأس مؤسسة كولابا في كوسومبورا وبما أن جامعة نالندا كانت في باتالبوترا وكان بها مرصد فلكي يعتقد أن أريابهاتا ترأس الجامعة أيضا. يشتهر أريابهاتا بأنه بنى مرصدا في معبد الشمس في تاريغانا في بيهار.